# Essex County (New Jersey)
Essex County ist ein County (Landkreis) im Bundesstaat New Jersey. Der Verwaltungssitz (County Seat) ist Newark.

## Geschichte
Essex County wurde in 1683 als ein Teil des Territoriums East Jersey gegründet.
Im Essex County liegt eine National Historic Site, der Thomas Edison National Historical Park. Zwei Orte im County haben den Status einer National Historic Landmark, das John Ballantine House und die Grace Church. 170 Bauwerke und Stätten des Countys sind insgesamt im National Register of Historic Places eingetragen (Stand 15. Februar 2018).

## Geographie
Das County hat eine Fläche von 336 Quadratkilometern, wovon 9 Quadratkilometer Wasserfläche sind. Es grenzt im Uhrzeigersinn an folgende Countys: Passaic County, Bergen County, Hudson County, Union County und Morris County.

## Demografische Daten
Nach der Volkszählung im Jahr 2000 lebten im County 793.633 Menschen. Es gab 283.736 Haushalte und 193.507 Familien. Die Bevölkerungsdichte betrug 2.427 Einwohner pro Quadratkilometer. Ethnisch betrachtet setzte sich die Bevölkerung zusammen aus 44,46 % Weißen, 41,24 % Afroamerikanern, 0,23 % amerikanischen Ureinwohnern, 3,71 % Asiaten, 0,05 % Bewohnern aus dem pazifischen Inselraum und 6,88 % aus anderen ethnischen Gruppen; 3,42 % stammten von zwei oder mehr ethnischen Gruppen ab. 15,42 % der Bevölkerung waren spanischer oder lateinamerikanischer Abstammung.
Von den 283.736 Haushalten hatten 33,80 % Kinder und Jugendliche unter 18 Jahre, die bei ihnen lebten. 42,30 % waren verheiratete, zusammenlebende Paare, 20,40 % waren allein erziehende Mütter. 31,80 % waren keine Familien. 26,70 % waren Singlehaushalte und in 9,60 % lebten Menschen im Alter von 65 Jahren oder darüber. Die Durchschnittshaushaltsgröße betrug 2,72 und die durchschnittliche Familiengröße lag bei 3,3 Personen.

Alterspyramide des Essex Countys (Stand: 2000)

Auf das gesamte County bezogen setzte sich die Bevölkerung zusammen aus 26,10 % Einwohnern unter 18 Jahren, 9,40 % zwischen 18 und 24 Jahren, 31,10 % zwischen 25 und 44 Jahren, 21,50 % zwischen 45 und 64 Jahren und 11,90 % waren 65 Jahre alt oder darüber. Das Durchschnittsalter betrug 35 Jahre. Auf 100 weibliche Personen kamen 90,70 männliche Personen, auf 100 Frauen im Alter ab 18 Jahren kamen statistisch 86,40 Männer.
Das jährliche Durchschnittseinkommen eines Haushalts betrug 44.944 USD, das Durchschnittseinkommen der Familien betrug 54.818 USD. Männer hatten ein Durchschnittseinkommen von 41.374 USD, Frauen 32.052 USD. Das Prokopfeinkommen betrug 24.943 USD. 15,60 % der Bevölkerung und 12,80 % der Familien lebten unterhalb der Armutsgrenze. 20,50 % davon waren unter 18 Jahre und 12,20 % waren 65 Jahre oder älter.

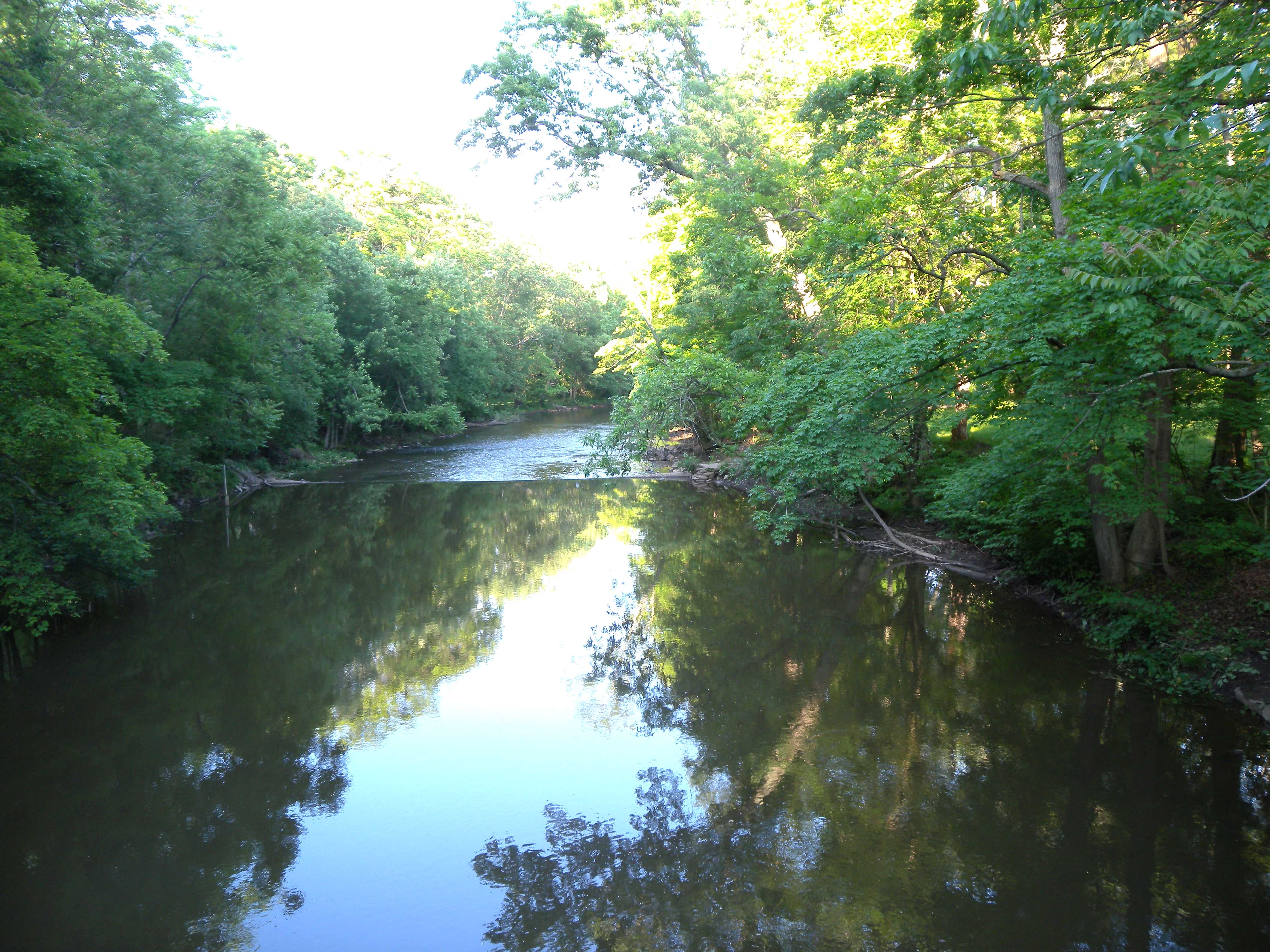
Der Passaic River

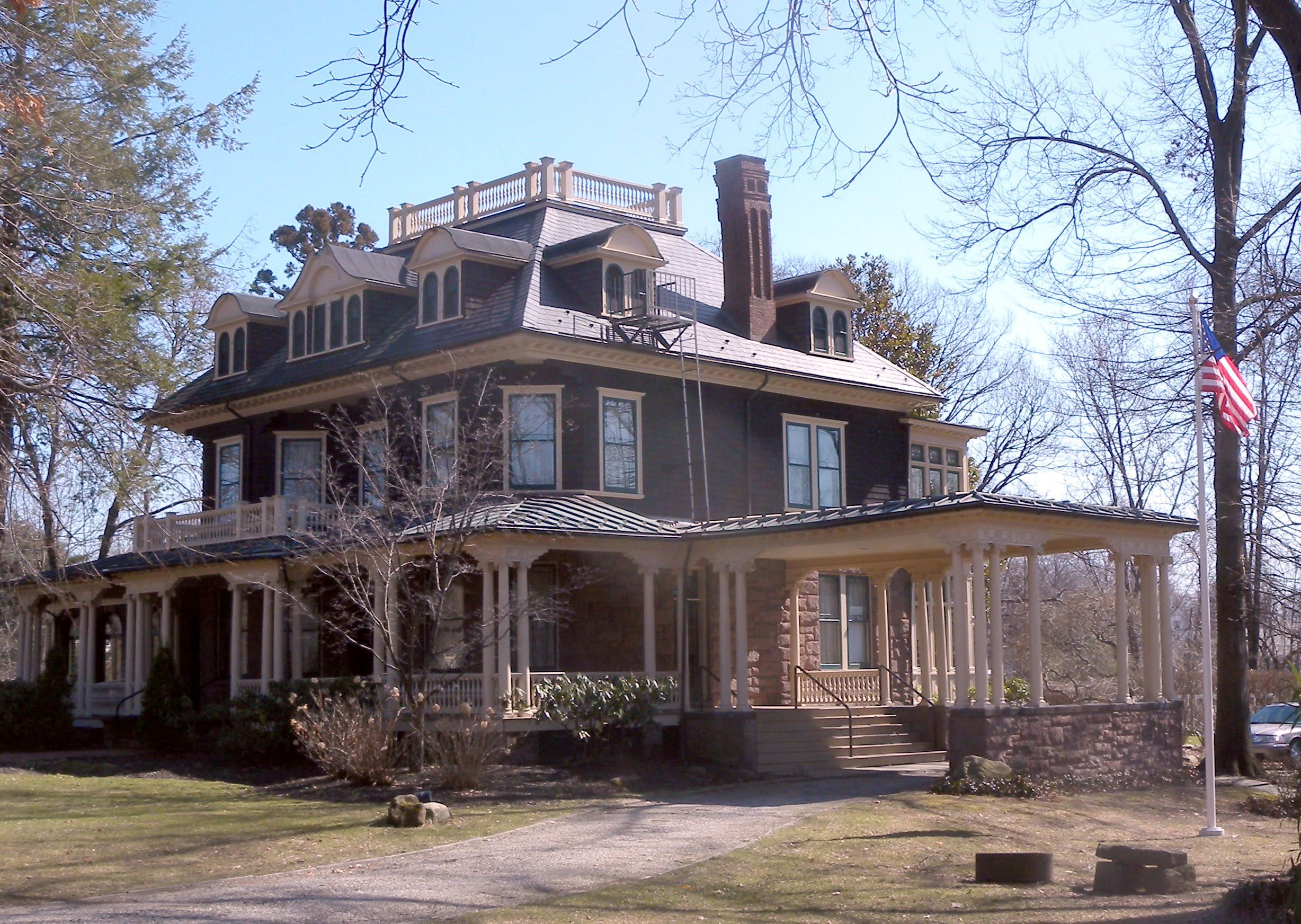
Oakes Estate, gelistet im NRHP

## Städte und Ortschaften
- Ampere
- Avondale
- Beaufort
- Belleville
- Bloomfield
- Brantwood
- Brookdale
- Caldwell
- Cedar Grove
- Clinton
- East Orange
- Essex Fells
- Fairfield
- Franklin
- Glen Ridge
- Hutton Park
- Irvington
- Livingston
- Llewellyn Park
- Maplewood
- Meadow Village
- Millburn
- Montclair
- Montclair Heights
- Morehousetown
- Newark
- Newark Heights
- Newstead
- Newstead North
- North Caldwell
- Northfield
- Nutley
- Oak Island Junction
- Orange
- Pleasantdale
- Roseland
- Roseville
- Saint Cloud
- Short Hills
- South Orange
- Two Bridges
- Upper Montclair
- Verona
- West Caldwell
- West Orange
- Westville
- White Oak Ridge
- Wyoming